# ماندلا ماسانغو
ماندلا غريتفول ماسانغو (بالإنجليزية: Mandla Masango)‏ (مواليد 18 يوليو 1989) هو لاعب كرة قدم جنوب أفريقي يلعب حاليًا لصالح نادي كايزر تشيفز.

## مسيرته الكروية
لعب ماندلا ماسانغو خلال مسيرته الاحترافية مع 3 أندية في عشرة مواسم وسجل خلالها 20 هدف ضمن 131 مباراة. حيث فاز في موسمين بالكأس وفي موسمين بالدوري.
خاض ماندلا ماسانغو مسيرته مع نادي كايزر تشيفز في موسم 2009–10 ليلعب معه ستة مواسم، مشاركًا في 89 مباراة سجل خلالها 10 أهداف. ثم انتقل إلى نادي راندرس في موسم 2015–16 في المرة الأولى ولمدة موسمين ثم في موسم 2017–18 لمدة موسم واحد، حيث شارك طوالها في 29 مباراة سجل خلالها 7 أهداف. لينتقل بعدها إلى نادي سوبر سبورت يونايتد في موسم 2016–17 لمدة موسم واحد، مشاركًا في 13 مباراة سجل خلالها 3 أهداف.

## روابط خارجية
- ماندلا ماسانغو على موقع قاعدة بيانات كرة القدم.إي يو (الإنجليزية)
- ماندلا ماسانغو على موقع ناشيونال فوتبول تيمز (الإنجليزية)
- ماندلا ماسانغو على موقع Soccerway.com (الإنجليزية)